# Noordkaap (band)
Noordkaap is een Belgische muziekgroep opgericht in 1990, met Limburger Stijn Meuris als zanger. De groep had enkele grote Nederlandstalige hits, zoals Ik hou van u, Wat is Kunst? en Satelliet Suzy.

## Geschiedenis
In 1990 won Noordkaap Humo's Rock Rally met Stijn Meuris, gitarist Lars Van Bambost, bassist Erik Sterckx, toetsenist Wim De Wilde en drummer Nico Van Calster.
Hun cover van Will Tura's Arme Joe kreeg al heel snel nationale belangstelling en ze kregen een platencontract aangeboden. De cover van Arme Joe werd samen met andere Tura-covers op Turalura uitgebracht ter gelegenheid van de vijftigste verjaardag van Will Tura.
Op het einde van 1991 verscheen het debuutalbum Feest in de Stad. In 1994 kwam het album Gigant uit bij hun nieuwe platenproducer.
Een jaar later verzorgde Noordkaap de soundtrack van de film Manneken Pis. De groep raakte zo bekend bij een breder publiek en hun single Ik hou van u stond wekenlang in de hitparade. In 2005 werd deze single in een tweetalig jasje gestoken ter gelegenheid van 175 jaar België.
Later deden ze nog de soundtrack van de film Alles moet weg naar het boek van Tom Lanoye. Daarna werd het stil rond de groep en optredens zijn er ook niet meer. Na het opstappen van enkele leden bleven alleen Stijn Meuris en Lars Van Bambost nog over van de oorspronkelijke bezetting. Met het toetreden van Mario Goossens, Anton Janssens en Wladimir Geels was Noordkaap weer compleet. Met deze nieuwe Noordkaap werd in 1999 het album Massis opgenomen.
Op 1 april 2000 gaven ze een laatste optreden in de AB te Brussel. Gitarist Lars Van Bambost ging daarna bij Novastar. Stijn Meuris zei in een interview met Humo “geef me exact één jaar”. In dat jaar wilde hij een nieuwe rockgroep opstarten. Een van de mogelijke namen voor deze nieuwe groep was Narvik. Uiteindelijk werd dit Monza.
Op 10 februari 2013 werd hun nummer Ik hou van u opgenomen in de eregalerij van de Vlaamse klassiekers van Radio 2.
In maart 2019 kondigde de band na een pauze van 19 jaar zijn comeback aan.Op 26 november van dat jaar speelde Noordkaap ter ere van Luc De Vos haar eerste concert. Andere concerten volgden wegens de coronapandemie pas in 2022 en 2023. Huidige bandleden zijn gitarist Lars Van Bambost, bassist Erik Sterckx, drummer Nico Van Calster, Wim De Wilde op toetsen en zanger Stijn Meuris. Er waren in 2022 onder andere drie uitverkochte concerten in Ancienne Belgique en optredens op zomerfestivals zoals Rock Herk, Gladiolen, Crammerock en TW Classic. Ook in Nederland trad de band op waaronder op Bruis Maastricht. In november 2022 gaven zij het eerste concert van de vijf Radio1 sessies in de Antwerpse  Arenberg.
Na een theatertournee in de winter van 2024 en 2025 sluit Noordkaap haar reünie af met een concert in de Sint-Niklase De Casino. De toekomst ligt niet vast. 

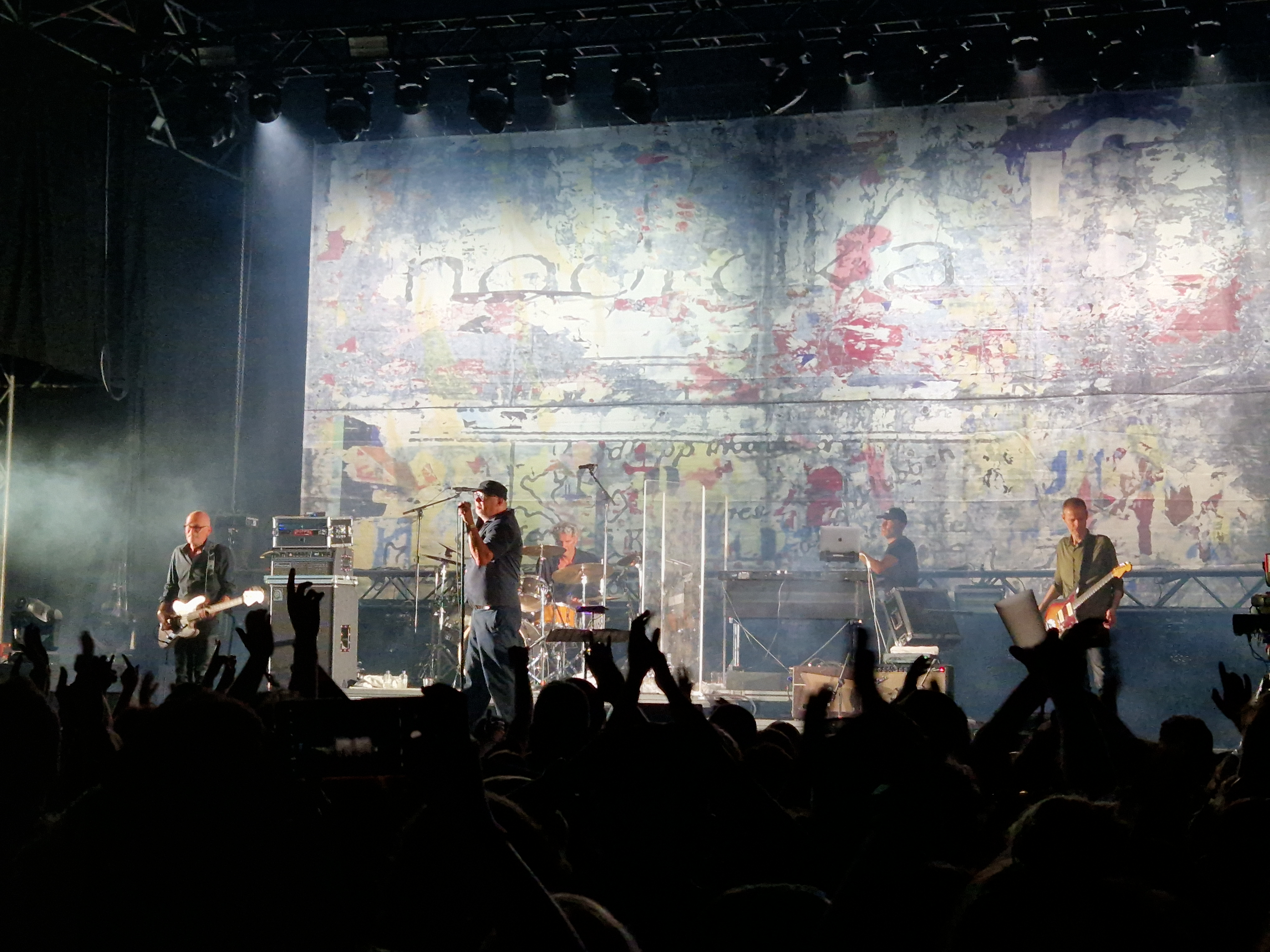
Noordkaap op Rock Zottegem 2023

## Discografie
- Feest in de stad, 1991
- Een heel klein beetje oorlog, 1993
- Gigant, 1994
- Manneken Pis, 1995, soundtrack
- Programma '96, 1996
- Alles moet weg, 1996, soundtrack
- Massis, 1999
- Avanti!, 1999, verzamel-cd

## Leden
- Stijn Meuris (zang)
- Lars Van Bambost (gitaar)
- Erik Sterckx (bas)
- Wim De Wilde (toetsen)
- Nico Van Calster (drums)
- Mario Goossens (drums)
- Anton Janssens (toetsen)
- Wladimir Geels (bas)
- Alain Thijs (gitaar)
- Stefan Vanduffel (drums)
- Dirk Vandekerkhof (bassist)